# Grahanandan Singh
Grahanandan Nandy „G. Nandy” Singh (ur. 18 lutego 1926 w Lyallpurze, zm. 7 grudnia 2014 w Nowym Delhi) – indyjski hokeista na trawie. Dwukrotny złoty medalista olimpijski.
Urodził się na terytorium dzisiejszego Pakistanu. Brał udział w dwóch igrzyskach (IO 48, IO 52), na obu zdobywając złote medale. W dwóch turniejach rozegrał trzy spotkania. Grał w ataku. Służył w indyjskiej marynarce wojennej.